# Иванов, Сергей Павлович (политик)
Сергей Павлович Иванов (род. 19 апреля 1952, Ленинград) — российский политик, сенатор Российской Федерации, член Комитета Совета Федерации по аграрно-продовольственной политике и природопользованию.
Из-за вторжения России на Украину, находится под международными санкциями стран Евросоюза, США, Великобритании и других стран

## Биография
В 1988 году окончил Ставропольский политехнический институт, получив квалификацию инженера-экономиста. В 2004 году окончил пятигорский филиал Северо-Кавказской академии государственной службы по специальности «менеджер», а в 2005 году получил высшее юридическое образование в Санкт-Петербургском университете МВД России. Кандидат юридических наук, кандидат экономических наук.
Начинал трудовой путь автослесарем Минераловодской транспортно-экспедиционной конторы в Ставропольском крае, с 1972 по 1974 год работал продавцом в Ессентуках, с 1975 по 1979 год заведовал магазином Ставропольского крайпотребсоюза в станице Ессентукская. С 1979 по 1988 год занимал должности старшего мастера и начальника производственного отдела Ессентукского горбытуправления, в 1988 году назначен заместителем председателя Ессентукского курортпромторга. В 1990 году назначен начальником цеха, а затем — заместителем гендиректора Пятигорской фабрики ремонта и изготовления трикотажных изделий. С 1993 по 2001 год являлся генеральным директором ООО «Живая вода». В 2001 году стал помощником члена Совета Федерации, работал в представительстве Кировской области в Москве.
В ноябре 2002 года представитель исполнительной власти Кировской области в Совете Федерации Владимир Сысолятин был назначен заместителем председателя правительства Кировской области, курирующим вопросы лесного хозяйства, лесной промышленности области, а также природопользования и охраны окружающей среды, и постановлением Совета Федерации № 437-СФ от 13 ноября 2002 года были подтверждены полномочия Сергея Павловича Иванова как представителя исполнительного органа государственной власти Кировской области. 25 марта 2004 года новым представителем правительства Кировской области в СФ стал правовед с международным опытом Алексей Клишин, а Иванов с апреля 2004 по июнь 2006 года представлял в Совете Федерации Законодательное собрание Кировской области.
30 мая 2006 года Магаданская областная Дума избрала Сергея Иванова представителем законодательной власти области в Совете Федерации в связи с гибелью в автокатастрофе в Краснодарском крае его предшественника — Вячеслава Каликяна.
28 сентября 2015 года Магаданская областная Дума VI созыва вновь продлила полномочия Сергея Иванова в Совете Федерации.

## Санкции
24 марта 2022 года, на фоне вторжения России на Украину, внесён в санкционный список Канады «соратников режима» за «содействие в нарушения суверенитета и территориальной целостности Украины».
16 декабря 2022 года включён в санкционный список Евросоюза, так как «поддерживал и реализовывал действия и политику, которые подрывают территориальную целостность, суверенитет и независимость Украины и еще больше дестабилизируют Украину».
30 сентября 2022 года внесён санкционный список Соединенных Штатов Америки «за аннексию Путиным регионов Украины» и одобрения закона о фейках. Государственный департамент отмечает что сенаторы  «проголосовали за одобрение просьбы Путина о вводе войск в Украину, что послужило неоправданным предлогом для полномасштабного вторжения России в Украину».
По аналогичным основаниям находится под санкциями Великобритании, Швейцарии, Украины, Австралии, и Новой Зеландии

## Государственные награды
- Орден Александра Невского (5 июня 2021) — за большой вклад в развитие парламентаризма и многолетнюю добросовестную работу[18]
- Орден Дружбы (2015)
- Орден Почёта (28 декабря 2007) — за заслуги в законотворческой деятельности[19]